# Verbotsgesetz
Il Verbotsgesetz 1947 (Legge di proibizione 1947), abbreviata VerbotsG, è una legge costituzionale austriaca, che ha bandito il Partito Nazionalsocialista Tedesco dei Lavoratori (Nationalsozialistische Deutsche Arbeiterpartei - NSDAP) e fornito l'apparato giuridico entro il quale fu condotto il processo di "denazificazione" in Austria, nel secondo dopoguerra.
La legge venne ideata già all'indomani della fine della seconda guerra mondiale, ma poi riapprovata nel 1947 e pertanto tale anno la definisce e ne accompagna il nome. L'ultima modifica venne effettuata nel 1992. La legge di proibizione vieta e punisce qualunque attività posta in essere in nome del nazionalsocialismo.

## Contenuto
Con l'approvazione della legge di proibizione sono stati ufficialmente vietati il partito nazista, le sue strutture armate e tutte le organizzazioni dipendenti. Le loro proprietà sono ricadute nel patrimonio della Repubblica d'Austria. Una nuova fondazione di tali organizzazioni ed attività con finalità nazionalsocialiste sono parimenti vietate. Allo stesso modo vennero annullate tutte le cariche in qualunque ente o associazione professionale attribuite nel periodo su impulso del partito.

## Struttura
La legge contiene 29 paragrafi, suddivisi in 6 articoli:
- Articolo I: divieto del Partito Nazionalsocialista Tedesco dei Lavoratori NSDAP (§ 1 − 3)
- Articolo II: registrazione dei nazionalsocialisti (§ 4 − 9)
- Articolo III: disposizioni penali speciali (§ 10 − 16)
- Articolo IV: disposizioni sulle persone con obbligo di espiazione (sühnepflichtige Personen) (§ 17 − 23)
- Articolo V: tribunali popolari (§ 24 − 26) (abrogato)
- Articolo VI: disposizioni eccezionali (§ 27 − 29)

## Organizzazioni nazionalsocialiste
Tutte le organizzazioni e strutture nazionalsocialiste sono state vietate. In modo esplicito sono citate le seguenti organizzazioni:
- il Partito Nazionalsocialista Tedesco dei Lavoratori NSDAP (Nationalsozialistische Deutsche Arbeiterpartei)
- le strutture armate del Partito:
  - le SS (Schutzstaffel, reparti di difesa)
  - le SA (Sturmabteilung, reparti d'assalto)
  - il NSKK (Nationalsozialistisches Kraftfahrkorps, ente trasporti nazionalsocialista)
  - il NSFK (Nationalsozialistisches Fliegerkorps, ente aviatorio nazionalsocialista)
- l'associazione nazista dei militari (NS-Soldatenring)
- l'associazione nazista degli ufficiali (NS-Offiziersbund)

## Ricostituzione
Per imporre più efficacemente il divieto vennero proibite e sanzionate penalmente anche le attività di impronta nazionalsocialista. Questi reati sono disciplinati nei paragrafi da 3 a 3i e ricadono nell'espressa competenza delle corti d'assise. Nel parlar comune questi reati sono detti anche semplicemente ricostituzione (Wiederbetätigung), sebbene la legge parli di attività in senso nazionalsocialista (Betätigung im nationalsozialistischen Sinne). 
Al paragrafo § 3 della legge viene espresso in modo programmatico il divieto di agire per il partito nazista o di dedicarsi ad attività conformi ai suoi fini.
Il paragrafo § 3a prevede da 10 a 20 anni di reclusione per chi fondi o presti attivo sostegno ad un'organizzazione nazionalsocialista. In caso di particolare pericolosità dell'agente si può comminare anche l'ergastolo.
Nel concetto di fondazione vietata rientra il mantenimento o la riattivazione di organizzazioni naziste sciolte, come per esempio lo stesso partito nazionalsocialista (NSDAP), le SS o le SA, come anche la fondazione di organizzazioni nuove con finalità conformi a quelle naziste.
I paragrafi §§ 3e e 3f rappresentano una particolare aggravante per punire l'effettuazione di gravi reati (omicidio, furto, gravi lesioni, incendio doloso) quando siano strumento per l'attività nazionalsocialista (da 10 a 20 anni di reclusione ed in caso di particolare pericolosità di chi li commetta, anche l'ergastolo).
Nel 1992 venne introdotto, mediante il nuovo paragrafo § 3h, il divieto di negazione, minimizzazione, approvazione e giustificazione del genocidio nazista o degli altri crimini nazisti contro l'umanità, qualora ciò avvenga in opere di stampa, radiofoniche o comunque pubblicato in modo tale da essere accessibile ad un vasto pubblico. La pena è della reclusione da 1 a 10 anni, e nei casi di maggiore pericolosità, fino a 20 anni. In tal modo è stata vietata esplicitamente la negazione dell'olocausto.

## Denazificazione
Tutte le parti successive dell'articolo 1 riguardano la denazificazione in Austria, ma non sono più applicabili dal 1957 per un'amnistia.
La legge di proibizione prevedeva un obbligo di registrazione per le persone che tra il 1933 ed il 1945 avessero avuto la residenza in Austria e fossero membri del partito nazionalsocialista o di una delle sue organizzazioni, come le SS o le SA. Costoro dovevano pagare dei contributi espiatori e prestare la propria opera lavorativa, soprattutto per la ricostruzione. Chi era soggetto all'obbligo di registrazione era escluso da cariche e rapporti di servizio di diritto pubblico, compreso presso gli enti locali.  Per essi vigevano anche divieti di ricoprire funzioni nel settore privato: posti dirigenziali nel mondo economico, procuratori, dirigenti d'azienda, avvocatura, notariato, etc. Inoltre erano stati esclusi dal voto per il parlamento nazionale nel 1945.

## Attualità
La legge di proibizione è ormai oggi almeno in parte solo storia del diritto, poiché attraverso l'amnistia per i nazionalsocialisti del 1957 parti di questa normativa costituzionale sono state rese inapplicabili. Diritto vivo è ancora l'articolo 1 con i paragrafi da 1 a 3j che forma ancor oggi la base per procedimenti penali e condanne.
La norma è stata più volte rivisitata negli anni, mitigando le pene, come nel 1950, ma anche allungando i termini di prescrizione (1965 e 1968). L'ultima modifica, fino al 2007, ha visto l'introduzione del paragrafo § 3h di cui si è accennato sopra.  Il caso più noto di condanna, del 2006, ha riguardato David Irving.